# Wang Chueng Shieh
Wang Chueng Shieh (translitera del chino 謝萬權) ( 1929 ) es un profesor, pteridólogo, y botánico chino. Desarrolló actividades académicas en la Facultad de Agronomía, Universidad Chung Hsing(原國立中興大學植物學系，今為生命科學系之一部份), en Taichung.

## Algunas publicaciones
- wang-Chueng Shieh (ed.) 1992. Proceedings of the Second Seminar on Asian Pteridology: Taiwan, 17-22 March 1992. Editor National Chung Hsing University & National Science Council, 154 pp.

- -------------------------. 1981. Jue lei zhi wu. Ed. revisada de Chéng-sung, 264 pp.

- -------------------------. 1960. Studies in the Genus Ficus of Taiwan. Ed. reimpresa. 27 pp.

- La abreviatura «W.C.Shieh» se emplea para indicar a Wang Chueng Shieh como autoridad en la descripción y clasificación científica de los vegetales.[2]